# باك اولسن
باك اولسن هو سياسي كندي، ولد في 12 يونيو 1926 في ساسكاتون في كندا.